# Opsiphanes badius
Opsiphanes badius är en fjärilsart som beskrevs av Hans Ferdinand Emil Julius Stichel 1902. Opsiphanes badius ingår i släktet Opsiphanes och familjen praktfjärilar. Inga underarter finns listade i Catalogue of Life.